# Orichiv
Orichiv (in ucraino Оріхів?; in russo Орехов?) ha  una popolazione di 13 896 abitanti  ed è una città ucraina situata nel distretto di Polohy nell'oblast' di Zaporižžja. Ospita l'amministrazione della comunità territoriale di Orichiv, una delle comunità territoriali dell'Ucraina.
Fino al 18 luglio 2020 Orichiv era il centro amministrativo del distretto di Orichiv. Come parte della riforma amministrativa che ha ridotto a cinque il numero dei distretti dell'oblast' di Zaporižžja l'area del distretto di Orichiv venne fusa nel distretto di Polohy.